# Offene Parlamentarische Debatte
Die Offene Parlamentarische Debatte (OPD) ist ein Debattenformat, das von der Tübinger Streitkultur e. V. entwickelt wurde und neben dem British Parliamentary Style (BPS) eines der beiden gängigen Formate im deutschsprachigen Hochschuldebattieren darstellt. Es erfordert in der Regel 9 Redende, die sich in 3 Redende für die Regierung, 3 für die Opposition und 3 fraktionsfreie aufteilen. Das Format der deutschsprachigen Debattiermeisterschaft (DDM) wechselt jährlich zwischen BPS und OPD.

## Das Thema
Typischerweise wird das Thema in Form einer Frage präsentiert, die mit „Ja“ oder „Nein“ beantwortet werden kann, wie zum Beispiel „Sollten wir XY tun?“. Das „Pro-Team“, das die Streitfrage bejaht, wird als Regierung bezeichnet, während das „Contra-Team“, das sie verneint, Opposition genannt wird.

## Der Ablauf der Debatte
Die Debatte beginnt mit der Zulosung der Positionen (Regierung, Opposition oder fraktionsfrei), gefolgt von der Bekanntgabe eines Debattenthemas für die Redenden der Fraktion (Regierung und Opposition), woraufhin eine 15-minütige Vorbereitungszeit folgt. Nach Ablauf dieser Vorbereitungszeit verläuft die Debatte wie folgt:
| Eröffnungsrede Regierung                                 | (7 min.)   |
| Eröffnungsrede Opposition                                | (7 min.)   |
| Ergänzungsrede Regierung                                 | (7 min.)   |
| Ergänzungsrede Opposition                                | (7 min.)   |
| 1. Fraktionsfreie Rede                                   | (3,5 min.) |
| Zwischenrede der Fraktion, gegen die die Freie Rede ging | (1 min.)   |
| 2. Fraktionsfreie Rede                                   | (3,5 min.) |
| Zwischenrede                                             | (1 min.)   |
| 3. Fraktionsfreie Rede                                   | (3,5 min.) |
| Zwischenrede                                             | (1 min.)   |
| Schlussrede Opposition                                   | (7 min.)   |
| Schlussrede Regierung                                    | (7 min.)   |

## Die fraktionsfreien Redenden
Die Besonderheit der fraktionsfreien Redenden liegt darin, dass sie die Positionen 5, 6 und 7 in der Redendenreihenfolge einnehmen und die Öffentlichkeit repräsentieren. Im Gegensatz zu den Redenden der Regierung und der Opposition verfügen sie über eine Redezeit von lediglich 3,5 Minuten. Dabei sind die erste Minute und die letzten 30 Sekunden geschützt, was bedeutet, dass während dieser Zeit weder Fragen gestellt, noch Zwischenrufe gemacht werden dürfen. Die fraktionsfreien Redenden erfahren das Thema der Debatte erst zu deren Beginn und dürfen sich aussuchen, ob sie sich der Regierung oder der Opposition anschließen.

## Die Bewertung
Die Teilnehmer der Debatte, Teams und Einzelredner, werden von einer Jury aus Debattierenden nach verschiedenen Kriterien bewertet, die in Kategorien der linken (Sprachkraft, Auftreten und Kontaktfähigkeit) und rechten Seite (Sachverstand und Urteilskraft) unterteilt sind, entsprechend ihrer Anordnung auf dem Bewertungsbogen der Offenen Parlamentarischen Debatte. In jeder Kategorie können bis zu 20 Punkte vergeben werden. Die Bewertungskriterien sind dem Regelwerk der Offenen Parlamentarischen Debatte zu entnehmen, welche von der OPD-Regelkommission kontrolliert und angepasst werden.

### Die linke Seite
Sprachkraft: Hierbei wird die sprachliche Ausdrucksfähigkeit bewertet, einschließlich Ton, sprachliche Korrektheit, Verwendung von rhetorischen Mitteln, Wortschatz, Intonation, Artikulation, Sprechgeschwindigkeit und Pausen.
Auftreten: Bewertung von Haltung, Gestik, Mimik, Angemessenheit und Glaubwürdigkeit der Redenden.
Kontaktfähigkeit: Beurteilung des Umgangs mit Zwischenfragen und Zwischenrufen, der Bezogenheit auf das Publikum und die Adressierten der Überzeugung sowie der Offenheit für die anderen Teilnehmenden.

### Die rechte Seite
Sachverstand: Bewertung der inhaltlichen Korrektheit, Folgerichtigkeit der Argumentation, Wissen zum Thema sowie sachliche Richtigkeit und Genauigkeit der Aussagen.
Urteilskraft: Beurteilung der Relevanz der Argumente, Gewichtung und Einordnung in einen Gesamtzusammenhang sowie Abwägung der verschiedenen Argumente und deren Gliederung.
Zusätzlich werden Punkte für die Leistung des Teams vergeben, die sich in folgende Kategorien unterteilen:
Strategie: Rollenerfüllung im Team
In dieser Kategorie wird bewertet, wie gut jedes Teammitglied seine zugewiesene Rolle als Eröffner, Ergänzer oder Abschließer erfüllt.
Interaktion: Aktivitäten von der Bank („von der Seite“)
Hier werden die Qualitäten treffender und produktiver Zwischenreden, angemessener Zwischenfragen zur Aufdeckung von Lücken oder Inkonsistenzen sowie produktiver und origineller Zwischenrufe bewertet.
Überzeugungskraft: Teamleistung
Diese Kategorie beinhaltet den Gesamteindruck des Teams sowie die Bewertung seiner Sportlichkeit in Bezug auf Fairness und Einsatzbereitschaft.

### Abzüge
Für definierte Verfehlungen gegen die Zeitvorgaben, das Thema und die Rolle in der Diskussion  können bei jeder Rede Abzüge bis zu 12 Punkten verhängt werden. Dies sind 6 Punkte für „kleine Verstöße“ und 12 Punkte für „große Verstöße“.